# Guido che sfidò le Brigate Rosse
Pour plus de détails, voir Fiche technique et Distribution.
Guido che sfidò le Brigate Rosse est un drame policier italien réalisé par Giuseppe Ferrara et sorti en 2007.

## Synopsis
Le film raconte l'histoire de Guido Rossa, syndicaliste de la Confédération générale italienne du travail (CGIL) à l'usine sidérurgique Acciaierie di Cornigliano, tué par les Brigades rouges dans une embuscade tendue sous sa maison le matin du 24 janvier 1979.

## Fiche technique
- Titre italien : Guido che sfidò le Brigate Rosse[1] (litt. « Guido qui a défié les Brigades Rouges »)
- Réalisateur : Giuseppe Ferrara
- Scénario : Daniele Aliprandi, Giuseppe Ferrara
- Photographie : Riccardo Gambacciani
- Montage : Adriano Tagliavia
- Musique : Pino Donaggio
- Décors : Laura Benzi
- Production : Manolo Bolognini, Daniele De Benedittis, Carmine De Benedittis
- Société de production : Pianeta Spettacolo
- Pays de production :  Italie
- Langue originale : italien
- Format : Couleur
- Durée : 102 minutes
- Genre : Drame policier
- Dates de sortie :
  - Italie : 27 mars 2007 (Festival du film de Busto Arsizio) ; 1er mai 2007 (Festival du film de Trente) ; 22 juin 2007 (sortie nationale)
  - France : 6 novembre 2012 (Festival du film italien de Villerupt[2])

## Distribution
- Massimo Ghini : Guido Rossa
- Anna Galiena : Silvia Rossa
- Gianmarco Tognazzi (it) : Riccardo Dura (it) dit « Roberto »
- Elvira Giannini : Fulvia Miglietta dite « Nora »
- Mattia Sbragia : Mario Moretti (Brigades rouges) dit « Il Vecchio »
- Giulio Buccolieri : un brigadier
- Ivan Castiglione (it) : Napoli, un ouvrier
- Corrado Invernizzi (it) : un ouvrier
- Andrea Bruschi (it) : Bartolini, un ouvrier
- Matteo Alfonso : un ouvrier
- Maria Rosaria Omaggio : Elsa Morante

## Production
Le tournage a eu lieu principalement à Gênes et dans ses environs, notamment dans la Via Balbi et à l'intérieur de l'université de Gênes. Les plans de Guido Rossa escaladant le mur ont été tournés par Luca Giberti (it).

## Exploitation
Le film a été tourné au début de l'année 2005 et la post-production a été définitivement achevée au cours de l'été 2006, mais en raison de problèmes de distribution, il n'est sorti en salle que le 22 juin 2007 (il avait été présenté en avant-première à Marano Vicentino, dans la province de Vicence, au club des travailleurs puis au festival du film de Busto Arsizio le 27 mars 2007, au festival du film de Trente le 1er mai de la même année, et le 7 juin suivant, 15 jours avant sa sortie en salle, lors d'une avant-première nationale au cinéma Barberini à Rome).
Bien que le film ait été coproduit par la RAI, il n'a trouvé sa place dans les programmes de la télévision publique qu'en juin 2009. C'est en effet en 2009 qu'un groupe transversal de 47 sénateurs appartenant au Parti démocrate, Le Peuple de la liberté, Italie des valeurs et Union démocratique du centre a proposé à la présidence du Sénat que le film soit projeté au Palais Madame et sur la Rai à proximité du 9 mai (journée commémorative dédiée aux victimes du terrorisme). La présidence du Sénat a répondu par la négative, invoquant des raisons techniques qui empêchaient la projection du film dans les locaux du Sénat.
Le 8 mai, la Rai a adressé aux promoteurs de l'initiative une lettre indiquant que le film serait diffusé 51 jours plus tard sur Rai 3 tard dans la soirée. La première diffusion télévisée a eu lieu le dimanche 28 juin 2009 sur Rai 3 à 23h15.